# Theta Canis Majoris
Theta Canis Majoris (θ Canis Majoris, förkortat Theta CMa, θ CMa) som är stjärnans Bayerbeteckning, är en ensam stjärna belägen i den norra delen av stjärnbilden Stora hunden där den bildar nosen på "hunden". Den har en skenbar magnitud på 4,08 och är synlig för blotta ögat. Baserat på parallaxmätning inom Hipparcosuppdraget på ca 12,5 mas, beräknas den befinna sig på ett avstånd av ca 260 ljusår (ca 80 parsek) från solen. Stjärnan flyttar sig bort från solen med en radiell hastighet på +96,2 km/s.

## Egenskaper
Theta Canis Majoris är en orange till röd jättestjärna av spektralklass K4 III. Den har en massa som är ungefär lika stor som solens massa, en radie som är ca 32 gånger större än solens och utsänder från dess fotosfär ca 263 gånger mera energi än solen vid en effektiv temperatur på ca 4 150 K.